# Edwin Schulz
Edwin Emilio Schulz Santillán (General Roca, provincia de Río Negro, 9 de noviembre de 2003) es un futbolista argentino. Juega de delantero y su equipo actual es Quilmes, de la Primera Nacional, a préstamo de Lanús.

## Carrera

### Inicios
Schulz inició su carrera en Deportivo Roca, equipo de su ciudad natal. Debutó en la primera del equipo patagónico en 2020 y en 2023 llegó a la reserva de Lanús, donde a final de año firmó su primer contrato profesional.
En 2025 fue citado a realizar la pretemporada con el plantel profesional del Granate y llegó a ocupar el banco de suplentes en la derrota 0-2 ante Deportivo Riestra por la fecha 1 de la Primera División, aunque no sumó minutos.

### Quilmes
Para sumar minutos, el delantero rionegrino es prestado a Quilmes, equipo de la Primera Nacional. Debutó el 8 de febrero en el empate 1-1 ante Gimnasia y Tiro de Salta, ingresando a los 31 minutos del segundo tiempo por Oscar Belinetz. Convirtió su primer gol profesional, el 8 de marzo, en la victoria 3-1 sobre All Boys.

## Estadísticas

### Clubes
| Lanús Argentina | 1.ª                 | 2025                | 0  | 0 | - | - | - | - | 0  | 0 | 0    |
| Lanús Argentina | Total club          | Total club          | 0  | 0 | - | - | - | - | 0  | 0 | 0    |
| Quilmes Argentina | 2.ª                 | 2025                | 16 | 1 | 0 | 0 | - | - | 16 | 1 | 0.06 |
| Quilmes Argentina | Total club          | Total club          | 16 | 1 | 0 | 0 | - | - | 16 | 1 | 0.06 |
| Total en su carrera | Total en su carrera | Total en su carrera | 16 | 1 | 0 | 0 | - | - | 16 | 1 | 0.06 |
| (1) Las copas nacionales se refiere a la Copa Argentina. (2) Las copas internacionales se refiere a la Copa Libertadores y a la Copa Sudamericana. (3) Media de goles por encuentro. No incluye goles en partidos amistosos. |                     |                     |    |   |   |   |   |   |    |   |      |